# Cistocele
Un cistocele és una afecció mèdica en què la bufeta d'una dona sobresurt a la vagina. Algunes poden no tenir símptomes. Altres poden tenir problemes per iniciar la micció, incontinència urinària o micció freqüent. Les complicacions poden incloure infeccions urinàries recurrents i retenció urinària. El cistocele i la uretra prolapsada solen aparèixer junts i s'anomena cistouretrocele. El cistocele pot afectar negativament la qualitat de vida.
Les causes inclouen el part, el restrenyiment, la tos crònica, l'aixecament de pesos, la histerectomia, la genètica i el sobrepès. El mecanisme subjacent implica un debilitament dels músculs i del teixit connectiu entre la bufeta i la vagina. El diagnòstic es basa sovint en símptomes i en l'examen.
Si el cistocele provoca pocs símptomes, pot ser tot el que es recomana evitar aixecaments pesats o esforços. En aquells amb símptomes més significatius, es pot recomanar un pessari vaginal, exercicis dels músculs pelvians o cirurgia. El tipus de cirurgia que es fa típicament es coneix amb el nom de colporràfia. La malaltia es fa més freqüent amb l'edat. Aproximadament un terç de les dones majors de 50 anys es veu afectat fins a cert punt.